# ساتاراتيا (مسيسيبي)
ساتاراتيا (بالإنجليزية: Satartia, Mississippi)‏ هي قرية تقع في الولايات المتحدة في مقاطعة يازو. يقدر عدد سكانها بـ 68 نسمة ومساحتها 0.4 كم2 وترتفع عن سطح البحر 33 متر.